# Phản ứng phân hạch

Một neutron được bắn vào một hạt nhân urani-235, biến nó thành một hạt nhân urani-236 với năng lượng kích thích được cung cấp bởi động năng của neutron cộng với các lực liên kết với neutron. Urani-236 lần lượt phân tách thành các nguyên tố nhẹ chuyển động nhanh (sản phẩm phân hạch) và giải phóng một lượng nhỏ neutron tự do. Đồng thời, một hoặc nhiều "tia gamma" (không hiển thị) cũng được tạo ra.

Trong vật lý hạt nhân và hóa học hạt nhân, phản ứng phân hạch (phân hạch hạt nhân) là một phản ứng hạt nhân hoặc quá trình phân rã phóng xạ trong đó hạt nhân của một nguyên tử tách thành hai hoặc nhiều hạt nhân nhỏ hơn, nhẹ hơn. Quá trình phân hạch thường tạo ra các photon gamma và giải phóng một lượng năng lượng rất lớn ngay cả theo tiêu chuẩn năng lượng của sự phân rã phóng xạ.

"Đường cong năng lượng liên kết": Biểu đồ năng lượng liên kết trên mỗi hạt nhân của các đồng vị chung.

Sự phân hạch hạt nhân của các nguyên tố nặng được Otto Hahn và trợ lý Fritz Strassmann của ông phát hiện vào ngày 17 tháng 12 năm 1938. Hiện tượng này đã được Lise Meitner và cháu trai của bà Otto Robert Frisch giải thích về mặt lý thuyết vào tháng 1 năm 1939. Frisch đặt tên cho quá trình này khi so sánh tương tự với phân hạch sinh học của các tế bào sống. Đối với các hạt nhân nặng, đó là một phản ứng tỏa nhiệt có thể giải phóng một lượng lớn năng lượng cả dưới dạng bức xạ điện từ có thể làm nóng vật liệu nơi xảy ra quá trình phân hạch. Để phản ứng  phân hạch tạo ra năng lượng, tổng năng lượng liên kết của các phần tử kết quả phải âm hơn (năng lượng liên kết lớn hơn) so với phần tử ban đầu.
Phản ứng phân hạch còn là một quá trình "biến đổi hạt nhân" vì các hạt nhân tạo ra từ hạt nhân được phân hạch không phải là nguyên tố giống như hạt nhân ban đầu. Hai (hoặc nhiều) hạt nhân được tạo ra thường có kích thước tương đương nhưng hơi khác nhau, điển hình với tỷ lệ khối lượng sản phẩm khoảng 3 đến 2, đối với các đồng vị phân hạch phổ biến. Hầu hết các phân hạch là phân hạch nhị phân (tạo ra hai mảnh tích điện), nhưng đôi khi (2 đến 4 lần trên 1000 sự kiện), ba mảnh tích điện dương được tạo ra, trong một phân hạch tạm thời. Các mảnh nhỏ nhất trong các quá trình ternary có kích thước từ hạt proton đến hạt nhân argon.
Ngoài sự phân hạch do neutron gây ra, được con người sử dụng và khai thác, một dạng phân rã phóng xạ tự nhiên (không cần neutron) cũng được gọi là phân hạch, và đặc biệt xảy ra ở các đồng vị có khối lượng rất cao. Sự phân hạch tự phát được Flyorov, Petrzhak và Kurchatov phát hiện vào năm 1940 tại Moskva, khi họ xác nhận rằng, không bị bắn phá bởi neutron, tốc độ phân hạch của urani thực sự không đáng kể, như dự đoán của Niels Bohr.  
Thành phần không thể đoán trước của các sản phẩm (khác nhau theo cách xác suất rộng và hơi hỗn loạn) phân biệt sự phân hạch với các quá trình đường hầm lượng tử hoàn toàn như phát xạ proton, phân rã alpha và phân rã cụm, mỗi lần cho cùng một sản phẩm. Phản ứng phân hạch hạt nhân tạo ra năng lượng cho năng lượng hạt nhân và thúc đẩy sự bùng nổ của vũ khí hạt nhân. Cả hai cách sử dụng đều có thể bởi vì một số chất gọi là nhiên liệu hạt nhân trải qua quá trình phân hạch khi bị neutron phân hạch tấn công và lần lượt phát ra neutron khi chúng vỡ ra. Điều này làm cho phản ứng dây chuyền hạt nhân tự duy trì có thể xảy ra, giải phóng năng lượng ở tốc độ được kiểm soát trong lò phản ứng hạt nhân hoặc với tốc độ rất nhanh, không kiểm soát được trong vũ khí hạt nhân.
Năng lượng do phản ứng phân hạch sản sinh ra dùng trong nhà máy điện hạt nhân và vũ khí hạt nhân. Sư phân hạch được xem là nguồn năng lượng hữu dụng vì một số vật chất được gọi là nhiên liệu hạt nhân, vừa sản sinh ra các neutron tự do vừa kích hoạt phản ứng phân hạch bởi tác động của các neutron tự do này. Nhiên liệu hạt nhân còn là một phần của phản ứng dây chuyền tự duy trì mà nó giải phóng ra năng lượng ở mức có thể kiểm soát được như trong các lò phản ứng hạt nhân hoặc ở mức không thể kiểm soát được dùng chế tạo các loại vũ khí hạt nhân.
Lượng năng lượng tự do chứa trong nhiên liệu hạt nhân gấp hàng triệu lần năng lượng tự do chứa trong một khối nhiên liệu hóa học tương tự như xăng, khiến phân hạch hạt nhân trở thành một nguồn năng lượng rất dày đặc. Tuy nhiên, các sản phẩm phân hạch hạt nhân trung bình có tính phóng xạ cao hơn nhiều so với các nguyên tố nặng thường được phân hạch làm nhiên liệu, và vẫn tồn tại trong một khoảng thời gian đáng kể, làm phát sinh vấn đề chất thải hạt nhân. Những lo ngại về tích lũy chất thải hạt nhân và về tiềm năng hủy diệt của vũ khí hạt nhân là một đối trọng với mong muốn hòa bình sử dụng phân hạch làm nguồn năng lượng.

## Tổng quan về vật lý

### Cơ chế

Một mô phỏng trực quan của một sự kiện phân hạch hạt nhân gây ra trong đó một neutron chuyển động chậm được hấp thụ bởi hạt nhân của một nguyên tử uranium-235, nó bắn vào hai nguyên tố nhẹ chuyển động nhanh (sản phẩm phân hạch) và neutron bổ sung. Hầu hết năng lượng được giải phóng là ở dạng vận tốc động học của các sản phẩm phân hạch và neutron.

Sản phẩm phân hạch theo khối lượng cho phân hạch neutron nhiệt của U-235, Pu-239, một sự kết hợp của hai lò phản ứng điện hạt nhân hiện tại và U-233 được sử dụng trong chu trình thorium.

#### Phân rã phóng xạ
Sự phân hạch hạt nhân có thể xảy ra mà không bị bắn phá neutron như một loại phân rã phóng xạ. Loại phân hạch này (được gọi là phân hạch tự phát) rất hiếm, ngoại trừ trong một vài đồng vị nặng.

#### Phản ứng hạt nhân
Trong các thiết bị hạt nhân được thiết kế, về cơ bản, tất cả các phản ứng phân hạch hạt nhân xảy ra như một " phản ứng hạt nhân " - một quá trình điều khiển bắn phá, kết quả từ sự va chạm của hai hạt hạ nguyên tử. Trong các phản ứng hạt nhân, một hạt hạ nguyên tử va chạm với hạt nhân nguyên tử và gây ra những thay đổi cho nó. Do đó, các phản ứng hạt nhân được thúc đẩy bởi các cơ chế bắn phá, chứ không phải bởi sự phân rã theo hàm mũ tương đối liên tục và đặc tính chu kỳ bán rã của các quá trình phóng xạ tự phát.
Nhiều loại phản ứng hạt nhân hiện đang được biết đến. Phản ứng phân hạch hạt nhân tới hạn khác với các loại phản ứng hạt nhân khác, ở chỗ nó có thể được khuếch đại và đôi khi được điều khiển thông qua phản ứng chuỗi hạt nhân (một loại phản ứng dây chuyền chung). Trong một phản ứng như vậy, các neutron tự do được giải phóng bởi mỗi sự kiện phân hạch có thể kích hoạt thêm nhiều sự kiện nữa, từ đó giải phóng nhiều neutron hơn và gây ra sự phân hạch nhiều hơn.
Các đồng vị nguyên tố hóa học có thể duy trì phản ứng chuỗi phân hạch được gọi là nhiên liệu hạt nhân và được cho là phân hạch. Các nhiên liệu hạt nhân phổ biến nhất là 235U (đồng vị của urani có số khối lớn 235 và được sử dụng trong các lò phản ứng hạt nhân) và 239Pu (đồng vị của plutoni với số khối là 239). Những nhiên liệu này tách ra thành một loạt các nguyên tố hóa học với khối lượng nguyên tử tập trung gần 95 và 135 u (sản phẩm phân hạch). Hầu hết các nhiên liệu hạt nhân chỉ trải qua quá trình phân hạch tự phát rất chậm, thay vào đó phân rã chủ yếu thông qua chuỗi phân rã alpha - beta qua các thiên niên kỷ đến các eons. Trong một lò phản ứng hạt nhân hoặc vũ khí hạt nhân, phần lớn các sự kiện phân hạch được gây ra bởi sự bắn phá với một hạt khác, neutron, được tạo ra bởi các sự kiện phân hạch trước đó.
Phản ứng phân hạch hạt nhân trong nhiên liệu phân hạch là kết quả của năng lượng kích thích hạt nhân được tạo ra khi hạt nhân phân hạch bắt giữ neutron. Năng lượng này, kết quả từ sự bắt giữ neutron, là kết quả của lực hạt nhân hấp dẫn tác động giữa neutron và hạt nhân. Nó đủ để làm biến dạng hạt nhân thành một "giọt" hai thùy, đến mức các mảnh hạt nhân vượt quá khoảng cách mà lực hạt nhân có thể giữ hai nhóm hạt nhân tích điện lại với nhau và khi điều này xảy ra, hai mảnh vỡ hoàn thành sự phân tách của chúng và sau đó bị đẩy ra xa nhau bởi các lực đẩy lẫn nhau, trong một quá trình trở nên không thể đảo ngược với khoảng cách ngày càng lớn hơn. Một quá trình tương tự xảy ra ở các đồng vị phân hạch (như urani-238), nhưng để phân hạch, các đồng vị này đòi hỏi năng lượng bổ sung được cung cấp bởi các neutron nhanh (như các phản ứng tạo ra bởi phản ứng tổng hợp hạt nhân trong vũ khí hạt nhân).
Mô hình giọt chất lỏng của hạt nhân nguyên tử dự đoán các sản phẩm phân hạch có kích thước bằng nhau là kết quả của biến dạng hạt nhân. Mô hình vỏ hạt nhân tinh vi hơn là cần thiết để giải thích một cách cơ học con đường dẫn đến kết quả thuận lợi hơn về mặt năng lượng, trong đó một sản phẩm phân hạch nhỏ hơn một chút so với sản phẩm khác. Một lý thuyết phân hạch dựa trên mô hình vỏ đã được Maria Goeppert Mayer đưa ra.
Quá trình phân hạch phổ biến nhất là phân hạch nhị phân, và nó tạo ra các sản phẩm phân hạch được ghi chú ở trên, ở mức 95±15 và 135±15 u. Tuy nhiên, quá trình nhị phân xảy ra chỉ vì nó là xác suất cao nhất. Ở bất cứ nơi nào từ 2 đến 4 phân hạch trên 1000 trong lò phản ứng hạt nhân, một quá trình gọi là phân hạch ternary tạo ra ba mảnh tích điện dương (cộng với neutron) và nhỏ nhất trong số này có thể dao động từ một điện tích và khối lượng nhỏ như một proton (Z=1), một mảnh lớn như argon (Z=18). Tuy nhiên, các mảnh nhỏ phổ biến nhất bao gồm 90% hạt nhân helium-4 có nhiều năng lượng hơn các hạt alpha từ phân rã alpha (được gọi là "hạt alpha tầm xa" tại ~16MeV), cộng với hạt nhân helium-6 và triti (hạt nhân của triti). Quá trình ternary ít phổ biến hơn, nhưng cuối cùng vẫn tạo ra sự tích tụ khí helium-4 và triti đáng kể trong các thanh nhiên liệu của các lò phản ứng hạt nhân hiện đại.

### Năng lượng

#### Đầu vào

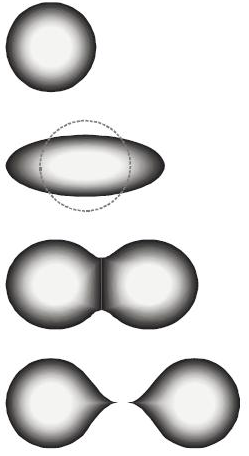
Các giai đoạn phân hạch nhị phân trong một mô hình giọt chất lỏng. Năng lượng đầu vào làm biến dạng hạt nhân thành hình dạng "xì gà" béo, sau đó thành hình "đậu phộng", sau đó là phân hạch nhị phân khi hai thùy vượt quá khoảng cách thu hút lực hạt nhân tầm ngắn, sau đó bị đẩy ra xa và tích điện. Trong mô hình giọt chất lỏng, hai mảnh phân hạch được dự đoán có cùng kích thước. Mô hình vỏ hạt nhân cho phép chúng có kích thước khác nhau, như thường được quan sát bằng thực nghiệm.

Sự phân hạch của một hạt nhân nặng đòi hỏi tổng năng lượng đầu vào khoảng 7 đến 8 triệu electron volt (MeV) để bước đầu vượt qua lực hạt nhân giữ hạt nhân thành hình cầu hoặc gần như hình cầu, và từ đó, biến dạng nó thành hai hình thùy ("đậu phộng") trong đó các thùy có thể tiếp tục tách ra khỏi nhau, được đẩy bởi điện tích dương lẫn nhau, trong quá trình phân hạch nhị phân phổ biến nhất (hai sản phẩm phân hạch tích điện dương + neutron). Một khi các thùy hạt nhân đã được đẩy đến một khoảng cách tới hạn, ngoài ra lực mạnh trong phạm vi ngắn không thể giữ chúng lại với nhau, quá trình phân tách của chúng tiến hành từ năng lượng của lực đẩy điện từ (phạm vi dài hơn) giữa các mảnh. Kết quả là hai mảnh phân hạch di chuyển xa nhau, ở mức năng lượng cao.
Khoảng 6 MeV của năng lượng phân hạch - đầu vào được cung cấp bởi liên kết đơn giản của một neutron phụ với hạt nhân nặng thông qua lực mạnh; tuy nhiên, trong nhiều đồng vị phân hạch, lượng năng lượng này không đủ để phân hạch. Uranium-238, chẳng hạn, có tiết diện phân hạch gần bằng 0 đối với các neutron có ít hơn một năng lượng MeV. Nếu không có năng lượng bổ sung được cung cấp bởi bất kỳ cơ chế nào khác, hạt nhân sẽ không phân hạch, mà sẽ chỉ hấp thụ neutron, như xảy ra khi U-238 hấp thụ chậm và thậm chí một số phần của neutron nhanh, để trở thành U-239. Năng lượng còn lại để bắt đầu phân hạch có thể được cung cấp bởi hai cơ chế khác: một trong số đó là động năng nhiều hơn của neutron tới, nó ngày càng có khả năng phân hạch hạt nhân nặng có thể phân hạch khi nó vượt quá năng lượng động học của một MeV trở lên (vì vậy- gọi là neutron nhanh). Các neutron năng lượng cao như vậy có thể phân hạch trực tiếp U-238 (xem vũ khí nhiệt hạch để ứng dụng, trong đó các neutron nhanh được cung cấp bởi phản ứng tổng hợp hạt nhân). Tuy nhiên, quá trình này không thể xảy ra ở một mức độ lớn trong lò phản ứng hạt nhân, vì một phần quá nhỏ của các neutron phân hạch được tạo ra bởi bất kỳ loại phân hạch nào cũng có đủ năng lượng để phân hạch hiệu quả U-238 (neutron phân hạch có năng lượng chế độ 2 MeV, nhưng trung bình chỉ 0,75 MeV, có nghĩa là một nửa trong số chúng có ít hơn năng lượng không đủ này).
Tuy nhiên, trong số các nguyên tố actini nặng, những đồng vị có số neutron lẻ (chẳng hạn như U-235 với 143 neutron) liên kết thêm một neutron với năng lượng tăng thêm 1 đến 2 MeV so với đồng vị của cùng một nguyên tố số lượng neutron (như U-238 với 146 neutron). Năng lượng liên kết bổ sung này được tạo sẵn do kết quả của cơ chế tạo hiệu ứng ghép neutron. Năng lượng bổ sung này là kết quả của nguyên tắc loại trừ Pauli cho phép một neutron phụ chiếm cùng quỹ đạo hạt nhân như neutron cuối cùng trong hạt nhân, do đó hai người tạo thành một cặp. Do đó, trong các đồng vị như vậy, không cần động năng neutron, vì tất cả năng lượng cần thiết được cung cấp bằng cách hấp thụ bất kỳ neutron nào, hoặc là loại chậm hoặc nhanh (trước đây được sử dụng trong các lò phản ứng hạt nhân được kiểm duyệt, và sau đó được sử dụng nhanh lò phản ứng neutron, và trong vũ khí). Như đã lưu ý ở trên, nhóm các nguyên tố phân hạch có thể được phân hạch hiệu quả với các neutron phân hạch của chính chúng (do đó có khả năng gây ra phản ứng chuỗi hạt nhân với lượng tương đối nhỏ của vật liệu tinh khiết) được gọi là " phân hạch ". Ví dụ về đồng vị phân hạch là uranium-235 và plutonium-239.

#### Đầu ra
Các sự kiện phân hạch điển hình phát hành khoảng hai trăm triệu eV (200   MeV) năng lượng, tương đương khoảng 2 nghìn tỷ Kelvin, cho mỗi sự kiện phân hạch. Đồng vị chính xác được phân hạch, và nó có thể phân hạch hay phân hạch hay không, chỉ có tác động nhỏ đến lượng năng lượng được giải phóng. Điều này có thể dễ dàng nhìn thấy bằng cách kiểm tra đường cong của năng lượng liên kết (hình ảnh bên dưới) và lưu ý rằng năng lượng liên kết trung bình của các hạt nhân actinide bắt đầu bằng uranium là khoảng 7,6 MeV mỗi nucleon. Nhìn xa hơn về đường cong của năng lượng liên kết, trong đó cụm sản phẩm phân hạch, có thể dễ dàng quan sát thấy rằng năng lượng liên kết của các sản phẩm phân hạch có xu hướng tập trung vào khoảng 8,5 MeV mỗi nucleon. Do đó, trong bất kỳ sự kiện phân hạch nào của một đồng vị trong phạm vi khối lượng của Actinide, khoảng 0,9 MeV được giải phóng trên mỗi nucleon của nguyên tố ban đầu. Sự phân hạch của U235 bởi một neutron chậm mang lại năng lượng gần như tương đương với sự phân hạch của U238 bởi một neutron nhanh. Hồ sơ giải phóng năng lượng này đúng với thorium và các loại actinide nhỏ khác nhau.
Ngược lại, hầu hết các phản ứng oxy hóa hóa học (như đốt than hoặc TNT) giải phóng tối đa một vài eV mỗi sự kiện. Vì vậy, nhiên liệu hạt nhân chứa ít nhất mười   năng lượng có thể sử dụng gấp triệu lần trên mỗi đơn vị khối lượng so với nhiên liệu hóa học. Năng lượng của phản ứng phân hạch hạt nhân được giải phóng dưới dạng động năng của các sản phẩm và mảnh phân hạch, và dưới dạng bức xạ điện từ dưới dạng tia gamma; trong lò phản ứng hạt nhân, năng lượng được chuyển thành nhiệt khi các hạt và tia gamma va chạm với các nguyên tử tạo nên lò phản ứng và chất lỏng làm việc của nó, thường là nước hoặc đôi khi là nước nặng hoặc muối nóng chảy.

Hoạt hình của vụ nổ Coulomb trong trường hợp một cụm hạt nhân tích điện dương, gần giống với cụm các mảnh phân hạch. Mức độ màu sắc của tỷ lệ thuận với điện tích hạt nhân (lớn hơn). Các electron (nhỏ hơn) trên thang đo thời gian này chỉ được nhìn thấy bằng phương pháp stroboscopcopic và mức độ màu sắc là động năng của chúng

Khi một hạt nhân urani phân thành hai mảnh hạt nhân con, khoảng 0,1 phần trăm khối lượng của hạt nhân urani  xuất hiện dưới dạng năng lượng phân hạch ~ 200 MeV. Đối với urani-235 (tổng năng lượng phân hạch trung bình 202,79 MeV ), thường là ~ 169 MeV xuất hiện dưới dạng động năng của hạt nhân con gái, chúng bay ra với tốc độ khoảng 3% tốc độ ánh sáng, do lực đẩy Coulomb. Ngoài ra, trung bình là 2,5   neutron được phát ra, với động năng trung bình trên mỗi neutron là ~ 2 MeV (tổng cộng 4,8 MeV). Phản ứng phân hạch cũng giải phóng ~ 7 MeV trong các photon tia gamma tức thời. Hình sau có nghĩa là một vụ nổ phân hạch hạt nhân hoặc tai nạn nghiêm trọng phát ra khoảng 3,5% năng lượng của nó dưới dạng tia gamma, ít hơn 2,5% năng lượng của nó là neutron nhanh (tổng cộng cả hai loại bức xạ ~ 6%) và phần còn lại là động năng năng lượng của các mảnh phân hạch (điều này xuất hiện gần như ngay lập tức khi các mảnh vỡ tác động xung quanh vật chất, dưới dạng nhiệt đơn giản). Trong một quả bom nguyên tử, sức nóng này có thể phục vụ để tăng nhiệt độ của lõi bom lên 100   triệu kelvin và gây ra sự phát xạ thứ cấp của tia X mềm, chuyển đổi một phần năng lượng này thành bức xạ ion hóa. Tuy nhiên, trong các lò phản ứng hạt nhân, động năng phân hạch vẫn là nhiệt độ thấp, chính nó gây ra ít hoặc không bị ion hóa.
Cái gọi là bom neutron (vũ khí bức xạ tăng cường) đã được chế tạo để giải phóng một phần năng lượng lớn hơn của chúng dưới dạng bức xạ ion hóa (cụ thể là neutron), nhưng đây đều là những thiết bị nhiệt hạch dựa vào giai đoạn tổng hợp hạt nhân để tạo ra bức xạ phụ. Động lực học năng lượng của bom phân hạch tinh khiết luôn duy trì ở mức năng suất khoảng 6% trong tổng lượng bức xạ, là kết quả tức thời của quá trình phân hạch.
Tổng năng lượng phân hạch nhanh lên tới khoảng 181 MeV, hoặc ~ 89% tổng năng lượng cuối cùng được giải phóng bởi quá trình phân hạch theo thời gian. ~ 11% còn lại được phát hành dưới dạng phân rã beta có thời gian bán hủy khác nhau, nhưng bắt đầu như một quá trình trong các sản phẩm phân hạch ngay lập tức; và trong phát thải gamma bị trì hoãn liên quan đến các phân rã beta này. Ví dụ, trong uranium-235, năng lượng bị trì hoãn này được chia thành khoảng 6,5 MeV trong betas, 8,8 MeV trong antineutrinos (được phát hành cùng lúc với betas), và cuối cùng, thêm 6.3 MeV trong phát xạ gamma bị trì hoãn từ các sản phẩm phân rã beta bị kích thích (với tổng số trung bình là ~ 10 phát xạ tia gamma trên mỗi phân hạch, tất cả). Do đó, khoảng 6,5% tổng năng lượng phân hạch được giải phóng một thời gian sau sự kiện, vì bức xạ ion hóa không kịp thời hoặc bị trì hoãn, và năng lượng ion hóa bị trì hoãn được chia đều giữa năng lượng tia gamma và beta.
Trong một lò phản ứng đã hoạt động được một thời gian, các sản phẩm phân hạch phóng xạ sẽ được xây dựng ở nồng độ trạng thái ổn định sao cho tốc độ phân rã của chúng bằng với tốc độ hình thành của chúng, do đó tổng đóng góp một phần của chúng vào nhiệt của lò phản ứng (thông qua phân rã beta) giống như những đóng góp phân đoạn phóng xạ này cho năng lượng phân hạch. Trong các điều kiện này, 6,5% phân hạch xuất hiện dưới dạng bức xạ ion hóa bị trì hoãn (gamma và beta bị trì hoãn từ các sản phẩm phân hạch phóng xạ) góp phần vào việc sản xuất nhiệt lò phản ứng ở trạng thái ổn định dưới nguồn điện. Đây là phần đầu ra còn lại khi lò phản ứng đột ngột ngừng hoạt động (trải qua scram). Vì lý do này, sản lượng nhiệt phân rã của lò phản ứng bắt đầu ở mức 6,5% công suất phân hạch trạng thái ổn định của lò phản ứng đầy đủ, sau khi lò phản ứng ngừng hoạt động. Tuy nhiên, trong vài giờ, do sự phân rã của các đồng vị này, sản lượng điện phân rã ít hơn nhiều. Xem nhiệt phân rã để biết chi tiết.
Phần còn lại của năng lượng bị trì hoãn (8,8 MeV / 202,5 MeV = 4,3% tổng năng lượng phân hạch) được phát ra dưới dạng phản neutrino, như một vấn đề thực tế, không được coi là "bức xạ ion hóa". Lý do là năng lượng được giải phóng dưới dạng phản neutrino không bị bắt bởi vật liệu lò phản ứng dưới dạng nhiệt và thoát trực tiếp qua tất cả các vật liệu (bao gồm cả Trái Đất) với tốc độ gần bằng tốc độ ánh sáng và vào không gian liên hành tinh (lượng hấp thụ là rất nhỏ). Bức xạ neutrino thường không được phân loại là bức xạ ion hóa, vì nó gần như không được hấp thụ hoàn toàn và do đó không tạo ra hiệu ứng (mặc dù sự kiện neutrino rất hiếm là ion hóa). Hầu như tất cả phần còn lại của bức xạ (bức xạ beta và gamma bị trì hoãn 6,5%) cuối cùng được chuyển thành nhiệt trong lõi lò phản ứng hoặc các lớp che chắn.
Một số quá trình liên quan đến neutron là đáng chú ý để hấp thụ hoặc cuối cùng mang lại năng lượng - ví dụ như động năng neutron không sinh nhiệt ngay lập tức nếu neutron bị bắt bởi một nguyên tử uranium-238 để tạo ra plutonium-239, nhưng năng lượng này được phát ra nếu plutoni-239 là sau đó phân hạch. Mặt khác, cái gọi là neutron chậm phát ra dưới dạng các sản phẩm phân rã phóng xạ có chu kỳ bán rã lên đến vài phút, từ sản phẩm con phân hạch, rất quan trọng đối với việc điều khiển lò phản ứng, bởi vì chúng cho thời gian "phản ứng" đặc trưng cho phản ứng hạt nhân tổng thể tăng gấp đôi kích thước, nếu phản ứng được chạy trong vùng " trễ tới hạn ", cố tình dựa vào các neutron này để phản ứng chuỗi siêu tới hạn (một trong đó mỗi chu kỳ phân hạch mang lại nhiều neutron hơn mức hấp thụ). Nếu không có sự tồn tại của chúng, phản ứng dây chuyền hạt nhân sẽ nhanh chóng trở nên tới hạn và tăng quy mô nhanh hơn khả năng can thiệp của con người. Trong trường hợp này, các lò phản ứng nguyên tử thử nghiệm đầu tiên sẽ chạy đến một "phản ứng tới hạn kịp thời" nguy hiểm và lộn xộn trước khi các nhà khai thác của họ có thể tự tắt chúng (vì lý do này, nhà thiết kế Enrico Fermi bao gồm các thanh điều khiển kích hoạt chống bức xạ, bị đình chỉ bằng nam châm điện, có thể tự động rơi vào trung tâm Chicago Pile-1). Nếu những neutron bị trì hoãn này bị bắt mà không tạo ra sự phân hạch, chúng cũng tạo ra nhiệt.

### Hạt nhân sản phẩm và năng lượng liên kết
Trong phân hạch, có một ưu tiên là tạo ra các mảnh có số chẵn, được gọi là hiệu ứng chẵn - lẻ đối với phân bố điện tích của các mảnh. Tuy nhiên, không có hiệu ứng chẵn - lẻ được quan sát thấy trong phân phối số khối. Kết quả này được quy cho sự phá vỡ cặp nucleon.
Trong các sự kiện phân hạch hạt nhân, các hạt nhân có thể vỡ thành bất kỳ sự kết hợp nào của các hạt nhân nhẹ hơn, nhưng sự kiện phổ biến nhất không phải là sự phân hạch với các hạt nhân có khối lượng bằng nhau về khối lượng 120; sự kiện phổ biến nhất (tùy thuộc vào đồng vị và quá trình) là sự phân hạch hơi không đồng đều trong đó một hạt nhân con gái có khối lượng khoảng 90 đến 100 u và cái còn lại 130 đến 140 u  Phân hạch không đồng đều thuận lợi hơn về mặt năng lượng vì điều này cho phép một sản phẩm gần với mức tối thiểu năng lượng gần khối lượng 60 u (chỉ bằng một phần tư khối lượng phân hạch trung bình), trong khi các hạt nhân khác có khối lượng 135 u vẫn không nằm ngoài phạm vi của các hạt nhân bị ràng buộc chặt chẽ nhất (một tuyên bố khác về điều này, là đường cong năng lượng liên kết nguyên tử hơi dốc về bên trái của khối lượng 120 u hơn bên phải của nó).

### Phản ứng dây chuyền

Một phản ứng chuỗi phân hạch hạt nhân. 1. Một nguyên tử uranium-235 hấp thụ neutron và phân hạch thành hai nguyên tử mới (các mảnh phân hạch), giải phóng ba neutron mới và một số năng lượng liên kết. 2. Một trong những neutron đó được hấp thụ bởi một nguyên tử uranium-238 và không tiếp tục phản ứng. Một neutron khác đơn giản là bị mất và không va chạm với bất cứ thứ gì, cũng không tiếp tục phản ứng. Tuy nhiên, một neutron va chạm với một nguyên tử uranium-235, sau đó phân hạch và giải phóng hai neutron và một số năng lượng liên kết. 3. Cả hai neutron đó va chạm với các nguyên tử uranium-235, mỗi nguyên tử phân hạch và giải phóng từ 1 đến 3 neutron, sau đó có thể tiếp tục phản ứng.

### Lò phản ứng phân hạch

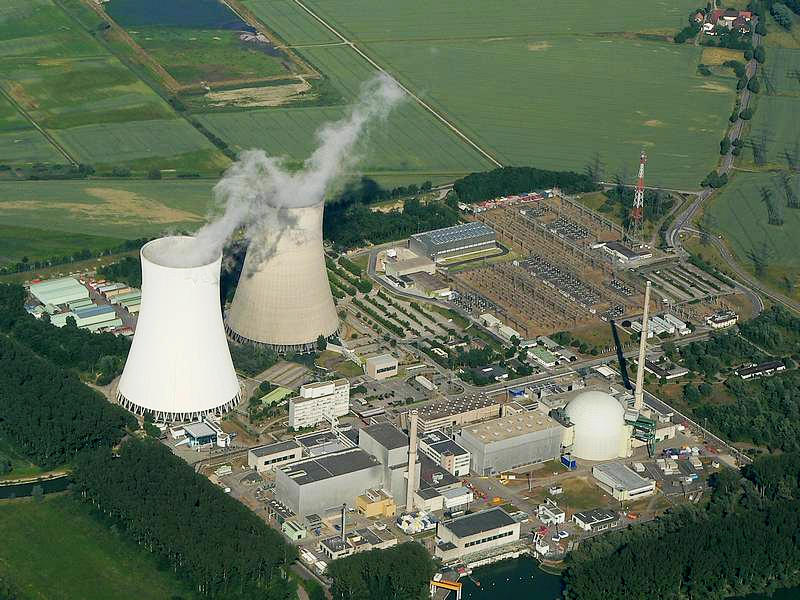
Các tháp làm mát của Nhà máy điện hạt nhân Philippsburg, ở Đức.

### Bom phân hạch

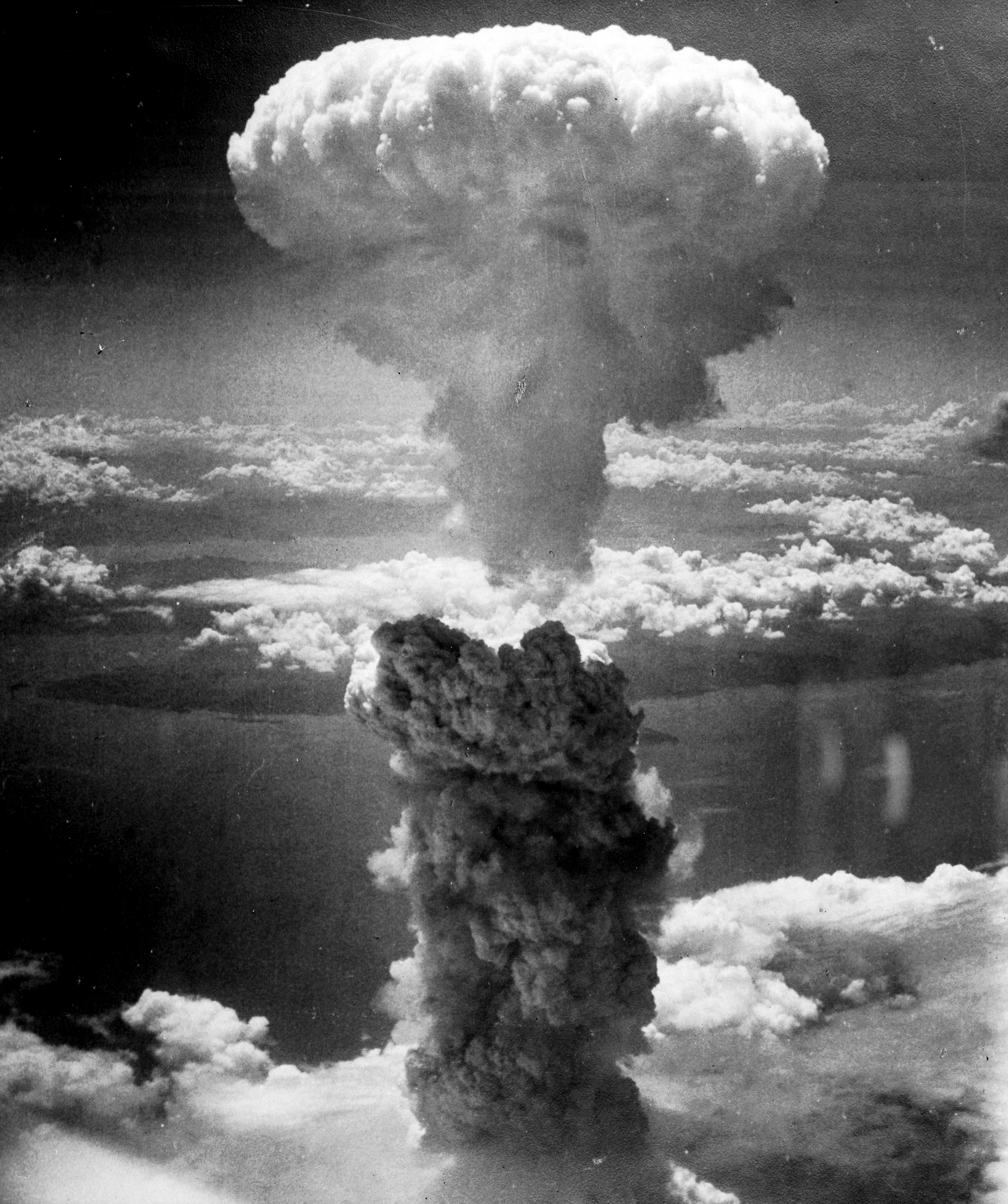
Đám mây hình nấm của bom nguyên tử rơi xuống Nagasaki, Nhật Bản vào ngày 9/8/1945, đã tăng hơn 18 km phía trên của quả bom hypocenter. Ước tính 39.000 người đã bị giết bởi bom nguyên tử, trong đó 23.145 trừ28.113 là công nhân nhà máy Nhật Bản, 2.000 là lao động nô lệ Triều Tiên và 150 người là chiến binh Nhật Bản.